# Gary F. Bengier
Gary F. Bengier (nacido el 25 de febrero de 1955) es un empresario, ejecutivo empresarial, tecnólogo y escritor estadounidense. Es conocido principalmente como Director Financiero (CFO) de eBay, cargo desde el que dirigió la oferta pública inicial (OPI) y la posterior oferta secundaria de acciones de la empresa. También ocupó altos cargos ejecutivos en diversas compañías tecnológicas de Silicon Valley.
Bengier es autor de dos obras de ciencia ficción dura con enfoque filosófico: Un viaje sin confines (2020) y Journey to 2125: One Century, One Family, Rising to Challenges (Viaje a 2125: Un siglo, una familia, a la altura de los desafíos) (2024).

## Primeros años y educación
Bengier creció en Richmond, Ohio. Su padre fue un veterano de los Estados Unidos, sirviendo como marine durante la Guerra de Corea.
Entre 1979 y 1981 estudió en la Harvard Business School, donde obtuvo un MBA. En 2012, completó una Maestría en Filosofía en la Universidad Estatal de San Francisco, enfocándose en filosofía de la mente. También es licenciado en Informática e Investigación Operativa por la Universidad Estatal de Kent, donde se graduó summa cum laude.
Al comienzo de su carrera, Bengier fue contralor corporativo de Compass Design Automation entre 1993 y 1996. Antes de ingresar a eBay, fue vicepresidente y CFO de VXtreme, una empresa especializada en transmisión de video, adquirida posteriormente por Microsoft Corporation.

## Carrera

### eBay
Bengier se unió a eBay en 1997, cuando la compañía estaba aún en sus primeros años como startup. Se mantuvo como director financiero hasta 2001, desempeñando un rol clave en la creación del equipo financiero y administrativo.
Bajo su liderazgo, eBay realizó una oferta pública inicial (OPI) y una oferta secundaria que recaudaron en conjunto 1.500 millones de dólares en capital social. Según Adam Cohen, Bengier fue decisivo en la OPI de eBay en septiembre de 1998. La revista CFO Magazine destacó que "Bengier, egresado de Harvard Business School, ayudó a transformar la empresa de subastas en línea de una startup de Silicon Valley a una favorita de Wall Street".

### Otras actividades
Tras dejar eBay en 2001, Bengier formó parte del consejo directivo de Logitech como presidente del comité de auditoría y consejero independiente principal. También fue miembro del consejo de Cobalt Networks, adquirido por Sun Microsystems, y ocupó posiciones financieras sénior en Bio-Rad Laboratories y Qume Corporation. Además, trabajó varios años como consultor de gestión para Touche Ross &Company.

## Filantropía y compromiso social
En 2004, Gary y su esposa Cynthia crearon la Fundación Bengier, una iniciativa filantrópica que apoya con becas educativas a jóvenes estudiantes. Bengier es miembro del consejo directivo del Exploratorium, museo dedicado a la ciencia, tecnología y arte en San Francisco, California, y del Santa Fe Institute.

## Libros
En 2020, Bengier publicó su primera novela, Un viaje sin confines, galardonada con múltiples premios literarios. Un viaje sin confines explora sistemas adaptativos complejos y la teoría del caos desde una perspectiva de ciencia ficción dura.
La precuela, Journey to 2125: One Century, One Family, Rising to Challenges, una novela de ciencia ficción dura que examina cómo la aceleración tecnológica podría transformar el próximo siglo, fue publicada en septiembre de 2024. La obra combina drama familiar, intriga política y ciencia especulativa rigurosa.